# Storiavoce
Storiavoce est une webradio francophone en accès gratuit fondée le 6 septembre 2016 par Christophe Dickès et consacrée exclusivement à l'histoire, à la recherche et à son enseignement.

## Ligne éditoriale
La ligne éditoriale de la webradio est de s’adresser aux passionnés d’histoire mais également au monde étudiant et universitaire de manière générale. 
« Nous nous adressons à un public cultivé, des étudiants et des universitaires mais pas uniquement. Nous tenons à rester accessibles. » explique ainsi l'historien et journaliste Christophe Dickès.
Le contenu des émissions est consacré à l’histoire antique, médiévale, moderne et contemporaine, au mouvement des idées politiques et à l’histoire de l’Art,. Une part importante des émissions est consacrée à des biographies de personnages historiques.
Storiavoce a aussi pour vocation de créer un pont entre le monde universitaire de la recherche et l'enseignement secondaire: des séries de 3 fois 20 minutes sont consacrées à des points du programme d'Histoire du collège et du lycée. Elles sont présentées sous forme d'entretiens avec un historien spécialiste.

## Emissions
Les émissions sont constituées d’entretiens avec un historien à l’occasion de la sortie d’un nouvel ouvrage (généralement écrit par l’invité) sur le thème de l’émission.  
Les invités sont interviewés par l’historien et journaliste Christophe Dickès mais aussi par d'autres journalistes comme Mari-Gwenn Carichon, ou encore Priscille de Lassus, la rédactrice en chef de la revue Codex.  
La durée des émissions varie entre 20 et 45 minutes. 

## Partenariats
L'émission Au risque de l'Histoire, produite par KTO, est présentée en partenariat avec Storiavoce.

## Audiences
Dans une interview réalisée en 2017, Christophe Dickès indique que 28% des auditeurs de la webradio ont entre 18 et 24 ans, et 2/3 des auditeurs moins de 35 ans.   
Le 16 mars 2021, la webradio indique sur son compte X (ex Twitter) qu'elle a atteint 1 million d'écoute sur SoundCloud et 1,8 million sur Youtube.  
Le 12 décembre 2022, la webradio publie son 500ème podcast.  